# Omarosa Manigault

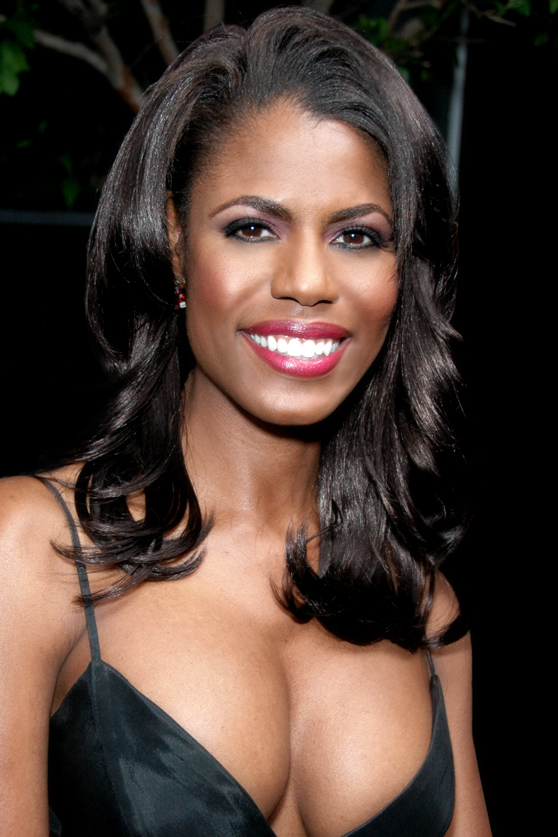
Manigault em 2008.

Omarose Onee Manigault (Youngstown, 5 de fevereiro de 1974) mais conhecida como Omarosa, é uma escritora, diretora, produtora e atriz americana.
Foi participante da primeira temporada do reality show The Apprentice, apresentado por Donald Trump.
Omarosa é viúva do ator Michael Clarke Duncan, que ficou famoso pelo papel de John Coffey do filme À Espera de um Milagre (The Green Mile), falecido em 3 de setembro de 2012 por problemas cardíacos.